# Sgùrr Dubh Mor
Sgùrr Dubh Mor är ett berg i Storbritannien.   Det ligger i kommunen Highland och riksdelen Skottland, i den nordvästra delen av landet, 700 km nordväst om huvudstaden London. Toppen på Sgùrr Dubh Mor är 944 meter över havet, eller 181 meter över den omgivande terrängen. Bredden vid basen är 1,8 km. Sgùrr Dubh Mor ligger på ön Skye. Det ingår i Cuillin Hills.
Terrängen runt Sgùrr Dubh Mor är kuperad. Havet är nära Sgùrr Dubh Mor åt sydost.